# Martin Behaims Erdapfel

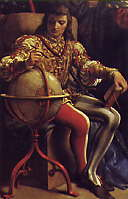
Martin Behaim bên quả địa cầu Erdapfel của ông

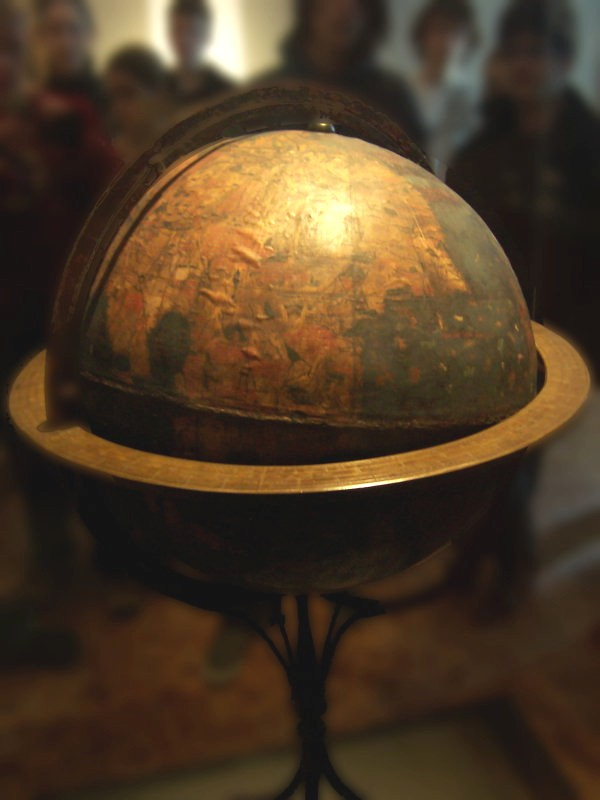
Quả địa cầu Erdapfel

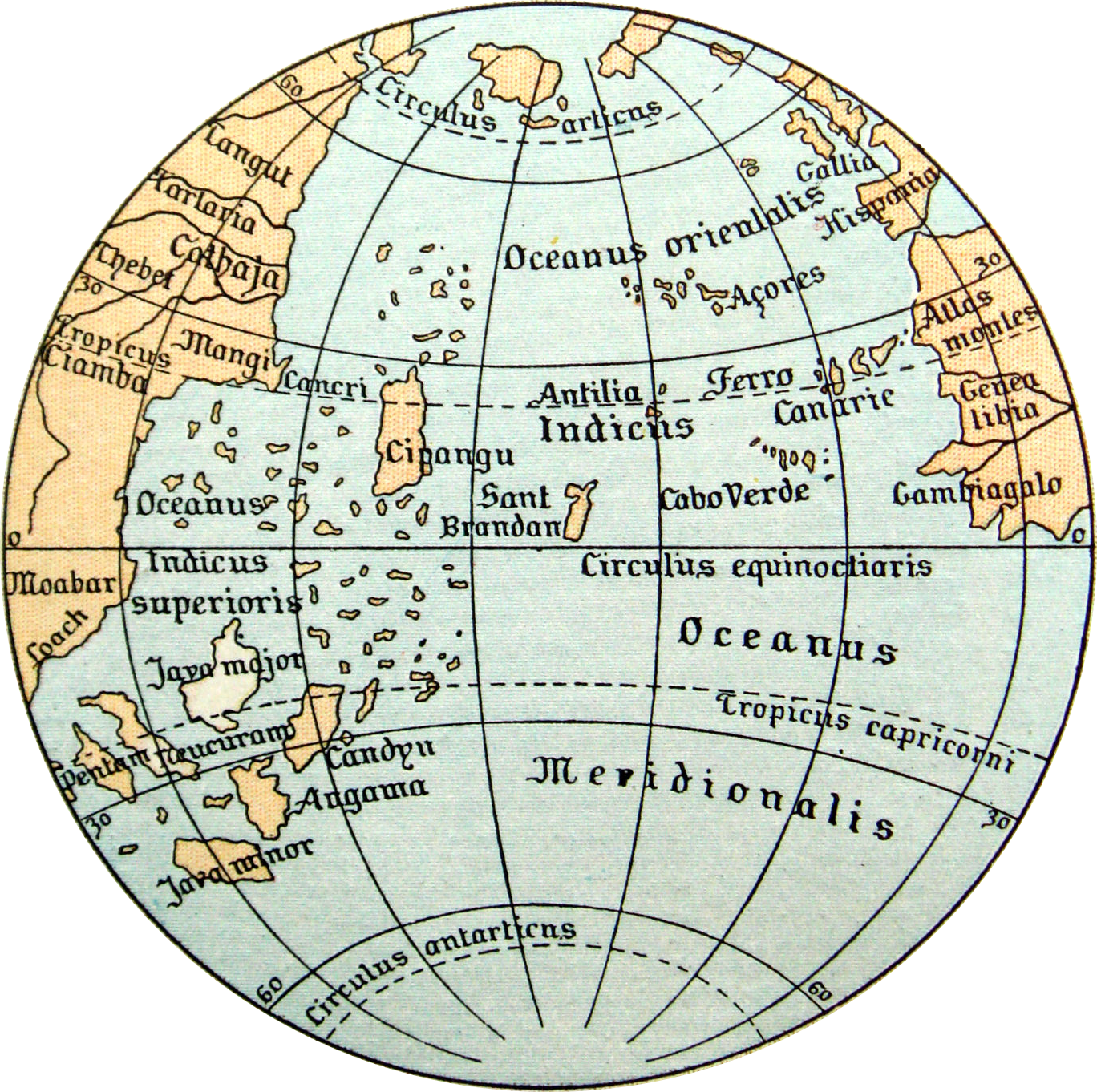
Erdapfel chưa thể hiện châu Mỹ. Có thể thấy đảo Saint Brendan huyền thoại ở giữa khoảng đại dương. Phía tây bắc đảo ma này là Cipangu, tức Nhật Bản.

Martin Behaims Erdapfel còn gọi là Behaimscher Erdapfel là một quả địa cầu được Martin Behaim (nhà thám hiểm người Đức, được phong tước Hiệp sĩ) làm ra vào năm 1492 và hiện được xem là quả địa cầu mặt đất xưa nhất còn giữ được đến nay. Quả địa cầu Erdapfel có đường kính 50 cm, gồm hai nửa được bọc bằng những lá vải lanh và được gia cố bằng gỗ. Phần bản đồ trên bề mặt quả cầu do Georg Glockendon vẽ. Trục quả cầu nghiêng nhằm phản ánh trục nghiêng của Trái Đất. Trên quả cầu có ghi 2.000 địa danh, 100 hình minh họa và hơn 50 câu ghi dài.
Quả địa cầu Erdapfel chưa thể hiện châu Mỹ. Bản đồ trên mặt quả cầu bao gồm một lục địa Á-Âu lớn và một khoảng đại dương trống trải nằm giữa châu Âu và châu Á. Hòn đảo Saint Brendan huyền thoại cũng được vẽ trên quả cầu. Nhật Bản và các đảo thuộc châu Á được thể hiện với kích cỡ không cân đối.
Từ khi ra đời cho đến đầu thế kỷ 16, quả địa cầu Erdapfel nằm trong phòng tiếp khách của tòa thị chính Nürnberg (Nuremberg). Sau đó quả cầu nằm trong tay gia đình Behaim. Năm 1937, gia đình Behaim chuyển giao quả cầu này cho Bảo tàng Đức (tiếng Đức: Germanisches Nationalmuseum) cũng ở Nürnberg.